# Köpings högre allmänna läroverk
Köpings högre allmänna läroverk var ett läroverk i Köping verksamt från 1905 till 1968.

## Historia
1905 ombildades Köpings pedagogi till en statlig samskola, 1928 ombildad till en samrealskola.
1910 invigdes en ny skolbyggnad ritad av Erik Hahr.
1948 tillkom ett kommunalt gymnasium och från 1954 benämndes skolan Köpings högre allmänna läroverk. Skolan fick 1963 namnet Karlbergsskolan och kommunaliserades 1966. Studentexamen gavs från 1951 till 1968 och realexamen från 1909 till 1963.